# 乘
【乘】 — китайський ієрогліф.  Дуже рідко використовується на письмі в японській мові. Спрощений варіант: 乗.

## Значення
1. їхати, сідати (на).
1) сідати на (коня, корабель, віз); їхати на (коні, кораблі, возі).
2) скакати (на коні).
3) здійматися; сходити на
4) сідлати.
2. переважати (іншого в чомусь).
3. долати.
4. керувати.
5. вираховувати.
6. множення.
7. пара; їхати парно.
8. комплект (з чотирьох предметів).
9. колісниця з чотирма кіньми.
10. чен (суфікс підрахунку для колісниць, розмірів війська).
11. яна, «колісниця» (в буддизмі).
12. записи; історія.
13. (яп.) переносити.
14. (яп.) зазнаватися; бути надмірним.
15. (яп.) підстроюватися.
16. (яп.) узгоджувати, гармоніювати.
17. (яп.) ставати (товаришем, родичем).
18. (яп.) збільшуватись, збагачуватись.
19. (яп.) обманюватися.

Ключ: 4 (丿 + 9);  Кількість рисок: 10.
Введення ієрогліфа методом цанзє: 竹木中心 (HDLP); Введення ієрогліфа чотирикутним методом: 20901. .

## Прочитання
| Китайська         |                               |                   |                   |                 |                 |
| Мандаринська мова | Мандаринська мова             | Мандаринська мова | Мандаринська мова | Кантонська мова | Кантонська мова |
| чжуїнь            | піньїнь                       | Вейд-Джайлз       | кирилиця          | ютпхін          | Єль             |
| ㄔㄥˊ ㄕㄥˋ       | chéng (cheng2) shèng (sheng4) | ch'eng2 sheng4    | чен шен           | sing4 sing6     | sing4 sing6     |

| Корейська |         |               |              |      |          |
|           | хангиль | стара латинка | нова латинка | Єль  | кирилиця |
| Звук:     | 승      | sŭng          | seung        | sung | син      |
| Назва:    | 탈      | t'al          | tal          | thal | тхаль    |

| Японська |               |             |             |
|          | кана          | латинка     | кирилиця    |
| Он:      | じょう しょう | jō shō      | дзьō сьō    |
| Кун:     | のる のせる   | noru noseru | нору носеру |
| Ім'я:    | あき しげ     | aki shige   | акі сіґе    |